# Symboly Kraje Vysočina

Znak Kraje Vysočina

Vlajka Kraje Vysočina
Poměr stran: 2:3

Symboly Kraje Vysočina jsou znak, vlajka a logo. Znak a vlajku udělil kraji usnesením č. 100 ze dne 14. března 2002 předseda Poslanecké sněmovny Parlamentu České republiky Václav Klaus. Logo, které ale není oficiálním symbolem, bylo schváleno Radou Kraje Vysočina v roce ?.

## Popis symbolů

### Znak
Oficiální popis: „Čtvrcený štít v prvním modrém poli moravská orlice, ve druhém stříbrném poli červený ježek, ve třetím stříbrném poli svěšený červený trs jeřabiny na zeleném stonku se dvěma lístky a ve čtvrtém červeném poli český lev.“

### Vlajka
Vlajka kraje je heraldická, tzn. odvozená z krajského znaku prostým přepisem na list o poměru stran 2:3.
Oficiální popis: „Čtvrcený list. V horním žerďovém modrém poli moravská orlice. V dolním žerďovém bílém poli svěšený červený trs jeřabiny na zeleném stonku se dvěma lístky. V horním vlajícím bílém poli červený ježek. V dolním vlajícím červeném poli český lev.“

### Logo
Základní logo je tvořeno modrým textem Kraj Vysočina s dvěma zelenými tvary, suplující háček v textu. Logo je vyhotoveno v několika barevných provedeních.

## Symbolika
První a čtvrté pole znaku a vlajky zaujímají historické znaky Moravy a Čech, na jejichž historických územích se kraj rozkládá. Druhé pole je, v souladu s metodikou, derivátem znaku Jihlavy, krajského města Kraje Vysočina. Třetí pole s jeřábem pak symbolizuje dílčí identitu kraje, typický strom Vysočiny, vyjadřující nezdolnost a prostou krásu regionu. 
Modrá a zelená barva loga vyvolávají asociace, jako jsou čistota, voda, lesy a ekologie. Tyto barvy také podporují akčnost a celkově svěží vyznění loga.

## Historie

### Historie znaku a vlajky
Po vzniku krajů v dnešní podobě (s účinností od 1. ledna 2001) a po přejmenování kraje z původního Jihlavský kraj na Kraj Vysočina (zákon č. 176/2001 Sb. ze dne 16. května 2001) byla po předchozí diskusi vyhlášena veřejná soutěž na podobu symbolů kraje s uzávěrkou 15. srpna 2001. 22. srpna zasedala v Jihlavě krajská heraldická komise, která měla vybrat nejlepší ze 74 návrhů. Komise se shodla na prvním, druhém a čtvrtém poli znaku a tím i vlajky kraje. Z návrhů na třetí pole vybrala komise pět variant, které dala k dispozici nejen odborníkům ale i veřejnosti v hlasování na výstavách a internetu:
- Návrh č. 8 – Zelené trojvrší ve zlatém poli, provázené nahoře modrou pětihrotou hvězdou
- Návrh č. 20 – Zlatá větev jeřabiny se dvěma zelenými listy a trsem červených plodů ve stříbrném poli (autor Miroslav Daněk)
- Návrh č. 24 – Modrá sněhová vločka ve stříbrném poli (autor Petr Štěpánek)
- Návrh č. 30 – Na vykořeněném listnatém stromu přirozených barev kosmo položená zlatá plečka šikmo přeložená zlatým želízkem na stříbrném poli
- Návrh č. 48 – Pět bramborových květů v přirozených barvách ve stříbrném poli

16. října 2001, s přihlédnutím na stanovisko odborníků a na výsledky ankety krajského úřadu ve které 290 hlasujících z 953 účastníků hlasovalo pro motiv jeřabin, doporučila rada kraje tři návrhy bez udání pořadí (návrhy 20, 24 a kombinaci trojvrší se sníženým prostředním vrchem a jeřabinou). Návrhy graficky zpracoval heraldik Jan Tejkal.
20. listopadu 2001 proběhlo v Bystřici nad Pernštejnem jednání zastupitelstva, které v hlasování mezi symbolem jeřabiny a vločky nejprve zvolilo jeřabinu (33 ze 40) a ve druhém hlasování mezi samotnou jeřabinou a kombinací s trojvrším (27 hlasů) samotnou jeřabinu. Na základě usnesení 060/06/01/ZK zaslal krajský hejtman návrh do parlamentu. Podvýbor pro heraldiku a vexilologii projednal návrh 12. prosince 2001.
Usnesením č. 313/2002 ze dne 1. března 2002 doporučil Výbor pro vědu, vzdělání, kulturu, mládež a tělovýchovu udělení symbolů. Rozhodnutím č. 100 ze dne 14. března 2002 udělil kraji symboly předseda Poslanecké sněmovny Václav Klaus. Slavnostní předání dekretu do rukou hejtmana Kraje Vysočina Františka Dohnala proběhlo v místnosti státních aktů Poslanecké sněmovny dne 22. dubna 2002.

Moravská orlice
Český lev
Znak Jihlavy

### Historie loga
Logo bylo schváleno radou kraje.